# Krukowo
Krukowo [pronunciación en polaco: /kruˈkɔvɔ/] es un pueblo ubicado en el distrito administrativo de Gmina Chorzele, dentro del Condado de Przasnysz, Voivodato de Mazovia, en el este de Polonia central. Se encuentra aproximadamente a 15 kilómetros al noreste de Chorzele, a 35 kilómetros al noreste de Przasnysz, y a 121 kilómetros al norte de Varsovia.